# Richard Irwin Lynch
Richard Irwin Lynch (St Germans, Cornualha, 1850 – 7 de dezembro de 1924) foi um botânico britânico.
Iniciou seus trabalhos nos Jardins Botânicos Reais de Kew em 1867. Foi curador dos jardins botânicos de Cambridge entre 1879 e 1919.
Recebeu a medalha de prata de Veitch em 1901 e a de ouro em 1924, bem como a Medalha Vitória em 1906. Foi membro da Sociedade Linneana de Londres e da Sociedade Real de Botânica.
É o autor de  Book of the Iris  e de numerosos artigos sobre a obtenção de híbridos.